# Лимар Людмила Дмитрівна
Людмила Дмитрівна Лимар (нар.. 5 березня 1947, станція Панфілово, Волгоградської області Російської РФСР) — радянська і українська театральна актриса. Заслужена артистка Української РСР (1982). Художній керівник і засновниця Київського театру Срібний острів.

## Життєпис
Людмила Дмитрівна Лимар народилася 5 березня 1947 року на станції Панфілово у Волгоградській області Російської Федерації.
Закінчила Волгоградське училище мистецтв (відділення акторів музичної комедії) та Київський міжнародний університет (режисерський факультет Інституту театру, кіно і телебачення).
Працювала у Волгоградському театрі юного глядача, Ростовському обласному академічному молодіжному театрі (колишньому Ростовському театрі імені Ленінського Комсомолу), Ростовському академічному театрі драми імені Максима Горького.
Була однією з провідних актрис трупи першого покоління Київського академічному театрі драми і комедії на лівому березі Дніпра, в якому пропрацювала 22 роки.
У Київській академічній майстерні театрального мистецтва «Сузір'я» («Сузір'я») випустила кілька моновистав.
Заслужена артистка Української РСР (1982)
У вересні 1997 року стала однією із засновниць ТОВ «Центр мистецтв «Срібний острів». Нині, вона - художня керівниця та головна режисерка київського театру Срібний острів (театр) («Срібний острів»). Крім цього керує благодійною організацією «Благодійний фонд «Театр-студія «Срібний дощ»
Викладає акторську майстерність в Інституті театру кіно і телебачення Київського міжнародного університету (КІМУ), професорка університету.

## Нагороди та звання
- Заслужена артистка Української РСР (1982).
- Державна премія Російської РФСР імені К. С. Станіславського (1976) — за виконання ролі Ксенії в спектаклі «Тихий Дон» Михайла Шолохова на сцені Ростовського ВДТ імені М. Горького

## Родина
- Чоловік — Коротов Юрій Степанович
- Дочка — Єршова Анастасія Юріївна
- Онук — Руденко Іван Сергійович
- Внучка — Єршова Катерина Євгенівна

## Творчість

### Театр

#### Ролі в театрі

##### Ростовський академічний театр драми ім. М. Горького
- Ксенія — «Тихий Дон», Михайла Шолохова;
- Павла — «Зикови», Олексія Горького.

##### Київський академічний театр драми і комедії на лівому березі Дніпра
- Женні Маркс — «Така довге і щасливе життя» (реж. Є. М. Митницький);
- Комісар — «Оптимістична трагедія», В. Вишневський;
- Аббі — «Любов під в'язами», Ю.О'Ніл (реж. І. Ш. Пеккер);
- Нінель — «Шість старих дів і один чоловік», О.Іоселіані (реж. Є. М. Митницький);
- Настасья Пилипівна — «Настасья Пилипівна», Ф. М. Достоєвський (реж. В. П. Салюк);
- Аркадіна — «Чайка», А. П. Чехов (реж. В. Козменко-Делінде);
- Кароліна Ешлі — «Білий джаз Кароліни Ешлі» за п'єсою С. Моема «Недосяжна» (реж. А. І. Лісовець);
- Лавра — «Ешелон», М. Рощин (реж. Г. І. Боровик);
- Гітель — «Двоє на гойдалках», У. Гібсона (реж. Г. І. Боровик);
- Рахіль — «Жених з Єрусалима» за п'єсою Йосифа Б. Йосифа «Важкі люди» (реж. Г. І. Боровик);
- Варя — «Дитина до листопада», Л. Жуховицкий (реж. К. І. Дубінін);

та ін.

##### Київська академічна майстерня театрального мистецтва «Сузір'я»(«Сузір'я»)
- «Відьма», Т. Г. Шевченко (реж. Г. І. Боровик);
- «Одержима», Леся Українка (реж. Г. І. Боровик);
- «Людський голос», Жан Кокто (реж. Г. І. Боровик);
- «Прощальна вечеря» по романсів А. Н. Вертинського (реж. С. Єфремов і Е.Смірнова);
- «Зачароване коло» за п'єсою Катерини Димчук (реж. А. П. Кужельний).

#### Постановки в театрі

##### Срібний острів (театр)
- «Морфій» (за «Записками юного лікаря» Михайла Булгакова)
- «А за що тебе даром любити?!» за п'єсою О. М. Островського «Прибуткове місце»
- «Татуйована троянда» Тенессі Вільямса
- «Мені тринадцятий минало» за повістю С. Васильченка «У бур'янах»
- «Намиста загальної любові» за п'єсою Леонарда Герша «Такі вільні метелики».
- «Ювеліри» за п'єсою Музи Павлової з циклу «Маленькі п'єси для балагану»
- «Чарівна лампа Аладдіна» (казка)
- «Детектор брехні» за п'єсою Василя Сигарева.
- «Хитромудрий вдова» за п'єсою Карло Гольдоні.
- «Наталчина мрія» за п'єсою Ярослави Пулінович.
- «Тисяча одна пристрасть» Оповідання А. П. Чехова
- «Червоні вітрила» О. Гріна за п'єсою «Ассоль»  Павла Морозова
- «Біда від ніжного серця» (водевіль) В. А. Соллогуб
- «Курка» Микола Коляда
- «Дамський кравець» за п'єсою Жоржа Фейдо